# Mary FitzAlan
Mary FitzAlan, duchessa di Norfolk (Exeter, 1541 – Strand, 25 agosto 1557), è stata una nobile britannica.

## Biografia
Mary era la figlia più giovane di Henry FitzAlan, XIX conte di Arundel e di sua moglie Katherine Grey. Dopo la morte del loro fratello maschio, sia Mary sia sua sorella Jane, divennero ereditiere della tenuta di Arundel; fin dai suoi undici anni molti chiesero la mano di Mary. 
Nel 1556, a quindici anni, si sposò con Thomas Howard, IV duca di Norfolk, al quale passarono i terreni di famiglia; a sedici anni, il 28 giugno 1557, diede alla luce un figlio, Philip Howard, XX conte di Arundel. Mary morì di stress postparto alcuni mesi dopo. Fu sepolta nella Cappella Flitzalan. 
Dopo la morte del padre, avvenuta nel 1580, la contea di Arundel passò a suo nipote Philip, fu allora che gli Howard assunsero il cognome di FitzAlan-Howard.

## Ascendenza
|                                          |                                   |                                          | Genitori                                 |  |  | Nonni |  |  | Bisnonni                               |  |  | Trisnonni                              |  |
|                                          |                                   |                                          |                                          |  |  |       |  |  | Thomas FitzAlan, XVII conte di Arundel |  |  | William FitzAlan, XVI conte di Arundel |  |
|                                          |                                   |                                          |                                          |  |  |       |  |  | Thomas FitzAlan, XVII conte di Arundel |  |  | William FitzAlan, XVI conte di Arundel |  |
|                                          |                                   | Joan Neville                             |                                          |  |  |       |  |  | Thomas FitzAlan, XVII conte di Arundel |  |  |                                        |  |
| William FitzAlan, XVIII conte di Arundel |                                   |                                          |                                          |  |  |       |  |  | Thomas FitzAlan, XVII conte di Arundel |  |  |                                        |  |
|                                          |                                   | Margaret Woodville                       | Richard Woodville                        |  |  |       |  |  |                                        |  |  |                                        |  |
|                                          |                                   | Margaret Woodville                       | Richard Woodville                        |  |  |       |  |  |                                        |  |  |                                        |  |
|                                          |                                   | Margaret Woodville                       | Giacometta di Lussemburgo                |  |  |       |  |  |                                        |  |  |                                        |  |
| Henry FitzAlan, XIX conte di Arundel     |                                   | Margaret Woodville                       |                                          |  |  |       |  |  |                                        |  |  |                                        |  |
|                                          |                                   | Henry Percy, IV conte di Northumberland  | Henry Percy, III conte di Northumberland |  |  |       |  |  |                                        |  |  |                                        |  |
|                                          |                                   | Henry Percy, IV conte di Northumberland  | Henry Percy, III conte di Northumberland |  |  |       |  |  |                                        |  |  |                                        |  |
|                                          |                                   | Henry Percy, IV conte di Northumberland  | Eleanor Poynings                         |  |  |       |  |  |                                        |  |  |                                        |  |
| Anne Percy                               |                                   | Henry Percy, IV conte di Northumberland  |                                          |  |  |       |  |  |                                        |  |  |                                        |  |
|                                          |                                   | Maud Herbert                             | William Herbert, I conte di Pembroke     |  |  |       |  |  |                                        |  |  |                                        |  |
|                                          |                                   | Maud Herbert                             | William Herbert, I conte di Pembroke     |  |  |       |  |  |                                        |  |  |                                        |  |
|                                          |                                   | Maud Herbert                             | Anne Devereux                            |  |  |       |  |  |                                        |  |  |                                        |  |
| Mary FitzAlan                            |                                   | Maud Herbert                             |                                          |  |  |       |  |  |                                        |  |  |                                        |  |
|                                          | Thomas Grey, I marchese di Dorset | John Grey di Groby                       |                                          |  |  |       |  |  |                                        |  |  |                                        |  |
|                                          | Thomas Grey, I marchese di Dorset | John Grey di Groby                       |                                          |  |  |       |  |  |                                        |  |  |                                        |  |
|                                          | Thomas Grey, I marchese di Dorset | Elisabetta Woodville                     |                                          |  |  |       |  |  |                                        |  |  |                                        |  |
| Thomas Grey, II marchese di Dorset       | Thomas Grey, I marchese di Dorset |                                          |                                          |  |  |       |  |  |                                        |  |  |                                        |  |
|                                          |                                   | Cecily Bonville, VII baronessa Harington | William Bonville, VI barone Harington    |  |  |       |  |  |                                        |  |  |                                        |  |
|                                          |                                   | Cecily Bonville, VII baronessa Harington | William Bonville, VI barone Harington    |  |  |       |  |  |                                        |  |  |                                        |  |
|                                          |                                   | Cecily Bonville, VII baronessa Harington | Katherine Neville                        |  |  |       |  |  |                                        |  |  |                                        |  |
| Katherine Grey                           |                                   | Cecily Bonville, VII baronessa Harington |                                          |  |  |       |  |  |                                        |  |  |                                        |  |
|                                          |                                   | Robert Wotton                            | Nicholas Wotton                          |  |  |       |  |  |                                        |  |  |                                        |  |
|                                          |                                   | Robert Wotton                            | Nicholas Wotton                          |  |  |       |  |  |                                        |  |  |                                        |  |
|                                          |                                   | Robert Wotton                            | Elizabeth Bamburgh                       |  |  |       |  |  |                                        |  |  |                                        |  |
| Margaret Wotton                          |                                   | Robert Wotton                            |                                          |  |  |       |  |  |                                        |  |  |                                        |  |
|                                          |                                   | Anne Belknap                             | Henry Belknap                            |  |  |       |  |  |                                        |  |  |                                        |  |
|                                          |                                   | Anne Belknap                             | Henry Belknap                            |  |  |       |  |  |                                        |  |  |                                        |  |
|                                          |                                   | Anne Belknap                             | Margaret Knollys                         |  |  |       |  |  |                                        |  |  |                                        |  |
|                                          |                                   | Anne Belknap                             |                                          |  |  |       |  |  |                                        |  |  |                                        |  |